# Insnesia extrema
Insnesia extrema är en insektsart som först beskrevs av Leonard D. Tuthill 1951.  Insnesia extrema ingår i släktet Insnesia och familjen rundbladloppor. Inga underarter finns listade i Catalogue of Life.